# Campestre el Rodeo
Campestre el Rodeo är en ort i Mexiko.   Den ligger i kommunen León och delstaten Guanajuato, i den centrala delen av landet, 300 km nordväst om huvudstaden Mexico City. Campestre el Rodeo ligger 2 095 meter över havet och antalet invånare är 101.
Terrängen runt Campestre el Rodeo är kuperad. Runt Campestre el Rodeo är det mycket tätbefolkat, med 1 313 invånare per kvadratkilometer. Närmaste större samhälle är León de los Aldama, 12,8 km söder om Campestre el Rodeo. Runt Campestre el Rodeo är det i huvudsak tätbebyggt.